# Noorder-Koggenland
Noorder-Koggenland (anhörenⓘ) war eine Gemeinde in West-Friesland in der niederländischen Provinz Nordholland.
Die Gemeinde entstand am 1. Januar 1979 durch den Zusammenschluss der bisherigen Gemeinden Abbekerk, Midwoud, Opperdoes, Sijbekarspel und Twisk und des Ortsteils Hauwert der bisherigen Gemeinde Nibbixwoud. Seit dem 1. Januar 2007 gehört die Gemeinde zusammen mit Wognum der neuen Gemeinde Medemblik an.

## Ortsteile
Abbekerk, Benningbroek, Hauwert, Lambertschaag, Midwoud, Oostwoud, Opperdoes, Sijbekarspel und Twisk.

## Politik

### Sitzverteilung im Gemeinderat
| Partei                   | Sitze | Sitze | Sitze | Sitze |
| Partei                   | 1990  | 1994  | 1998  | 2002  |
| ------------------------ | ----- | ----- | ----- | ----- |
| Gemeentebelangen         | 4     | 4     | 7     | 3     |
| Leefbaarheid Dorpslinten | —     | —     | —     | 3     |
| PvdA                     | 4     | 3     | 2     | 3     |
| CDA                      | 3     | 2     | 3     | 3     |
| VVD                      | 2     | 2     | 2     | 2     |
| D66                      | —     | 2     | 1     | 1     |
| Gesamt                   | 13    | 13    | 15    | 15    |